# Groupe de NGC 6876
Le groupe de NGC 6876 comprend au moins dix galaxies situées dans la constellation du Paon. La distance moyenne entre ce groupe et la Voie lactée est d'environ 59,0 Mpc (∼192 millions d'al).

## Membres
Le tableau ci-dessous liste les dix galaxies du groupe indiquées dans l'article de A.M. Garcia paru en 1993.
| Nom       | Class.     | Type           | α (J2000.0)     | δ (J2000.0)     | Vitesse radiale (km/s) | m                 | Distance (Mpc) | Diamètre (kal) |
| --------- | ---------- | -------------- | --------------- | --------------- | ---------------------- | ----------------- | -------------- | -------------- |
| NGC 6876  | E3         | Elliptique     | 20h 18m 19.15s  | -70° 51′ 31.7″  | 4010 ± 16              | 11,3              | 58,5 ± 4,1     | 266            |
| NGC 6877  | E6         | Elliptique     | 20h 18m 36.20s  | -70° 51′ 11.0″  | 4440 ± 27              | 12,2              | 64,8 ± 4,6     | 227            |
| NGC 6880  | SAB0^+(s)? | Lenticulaire   | 20h 19m 29.63s  | -70° 51′ 35.5″  | 3928 ± 22              | 12,1              | 57,3 ± 4,0     | 222            |
| IC 4899   | SB?bc      | Spirale barrée | 19h 54m 26.750s | -70° 35′ 23.10″ | 4106 ± 30              | 13,7              | 60,0 ± 4,2     | 103            |
| IC 4967   | E?         | Elliptique     | 20h 16m 23.15s  | -70° 33′ 52.9″  | 4112 ± 5               | 13,8              | 60,0 ± 4,2     | 73             |
| IC 4981   | Irr pec    | Irrégulière    | 20h 19m 39.20s  | -70° 50′ 54.7″  | 3812 ± 20              | 13,1              | 55,6 ± 3,9     | 104            |
| IC 4992   | SB(s)c?    | Spirale barrée | 20h 23m 27.85s  | -71° 33′ 53.7″  | 4167 ± 8               | 13,8              | 60,8 ± 4,3     | 142            |
| PGC 64439 | ?          | ?              | 20h 17m 26.93s  | -70° 49′ 14.6″  | 3778 ± 24              | 11,451 ± 0,074 *A | 55,1 ± 3,9     | 46             |
| PGC 64472 | ?          | ?              | ?               | ?               | 3753                   | ?                 | ?              | ?              |
| PGC 64472 | ?          | ?              | ?               | ?               | 3843                   | ?                 | ?              | ?              |

- A Dans l'infrarouge.

Le site DeepskyLog permet de trouver aisément les constellations des galaxies mentionnées dans ce tableau ou si elles ne s'y trouvent pas, l'outil du site constellation permet de le faire à l'aide des coordonnées de la galaxie. Sauf indication contraire, les données proviennent du site NASA/IPAC.